# Stilobezzia clavicula
Stilobezzia clavicula är en tvåvingeart som beskrevs av Tokunaga 1963. Stilobezzia clavicula ingår i släktet Stilobezzia och familjen svidknott. Inga underarter finns listade i Catalogue of Life.